# Nußdorf ob der Traisen
Nußdorf ob der Traisen è un comune austriaco di 1 738 abitanti nel distretto di Sankt Pölten-Land, in Bassa Austria; ha lo status di comune mercato (Marktgemeinde). Nel 1866 ha inglobato i comuni soppressi di Franzhausen e Reichersdorf e nel 1955 quello di Theyern.